# Medeno polje
Medeno polje je krško polje u Bosni i Hercegovini.
Nalazi se u zapadnoj Bosni, kod Bosanskog Petrovca. Površina Medenog polja je 15 km2. Povezano je s Petrovačkim poljem. Kroz Medeno polje prolazi cesta od Bihaća prema Jajcu, a u polju se nalazi istoimeno naselje.
Tlo je relativno plodno. U polju ne postoji nikakav stalan vodotok, a za vrijeme maksimalnog proticaja Japaga, najduža ponornica u Petrovačkom polju, produžuje svoj tok do Medenog polja gdje gubi vodu u ponorima. Bojenjem je utvrđeno da se ova voda ponovno javlja u kanjonu Unca pa tako Medeno polje hidrografski pripada porječju Unca. Isto je i sa Suvajom koja također za vrijeme viših vodostaja dotiče do Medenog polja pa se može pretpostaviti da i njene vode otiču u porječje Unca. U Medenom polja se nalaze tri izvora. Badanj i Smrdan su stalni, s promjenljivim vodostajem. Treći izvor je Ograđenica. U ravni polja u predjelu Rastovača je Tredića pećina. Pripada tipu jednostavnih pećina, a po načinu postanka je ponorska.
Srednjovjekovna župa Pset je uz Medeno polje obuhvaćala i susjedna polja - Bjelajsko, Petrovačko i Bravsko. U Medenom polju je tijekom drugog svjetskog rata bio partizanski aerodrom.